# Épiez-sur-Chiers

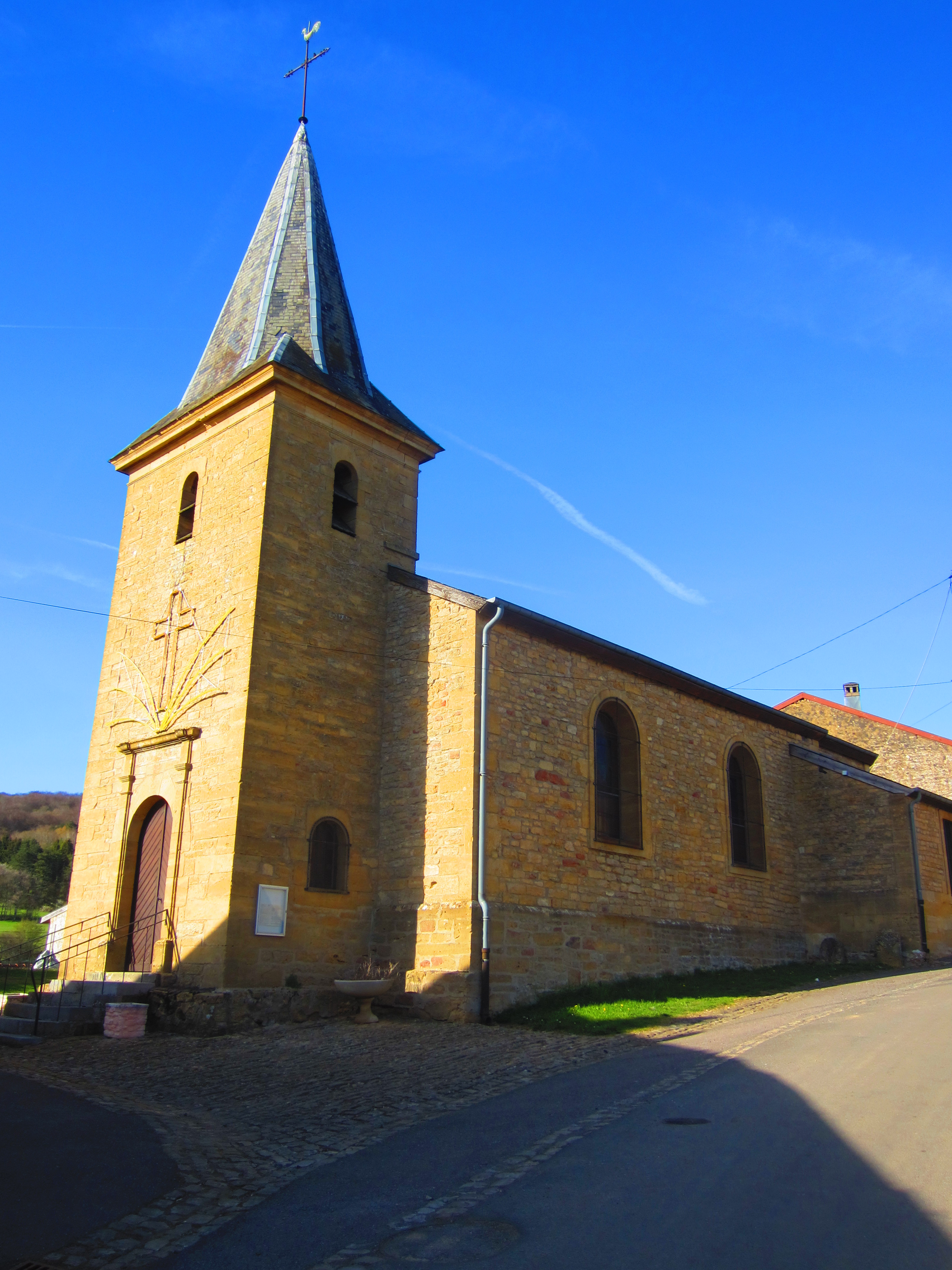
Kościół św. Denisa (2012)

Épiez-sur-Chiers – miejscowość i gmina we Francji, w regionie Grand Est, w departamencie Meurthe i Mozela.
Według danych na rok 1990 gminę zamieszkiwały 124 osoby, a gęstość zaludnienia wynosiła 24 osób/km² (wśród 2335 gmin Lotaryngii Épiez-sur-Chiers plasuje się na 921. miejscu pod względem liczby ludności, natomiast pod względem powierzchni na miejscu 995.).

## Populacja

Populacja Épiez-sur-Chiers w latach 1962–2008